# Глухарев, Евгений Михайлович
Ю́джин Майкл Глухарефф (имя при рождении Евге́ний Миха́йлович Глухарев; англ. Eugene Michael Gluhareff; 1916, Петроград, Российская империя — 1994, США) — американский инженер и авиаконструктор российского происхождения, один из пионеров в разработке реактивных двигателей для самолётов и вертолётов.

## Биография
Сын русского и американского авиатора Михаила Глухарева (1892—1967). В начале 1920-х годов вместе с семьёй эмигрировал из России в США. Окончил Политехнический институт Ренсслера (г. Трой, штат Нью-Йорк) по специальности инженер аэронавтики.
После окончания института работал в Sikorsky Aero Engineering Corporation под руководством И. И. Сикорского, где непосредственно занимался разработкой первого в мире вертолёта в качестве инженера проекта и главного инженера по дизайну (1940). В дальнейшем был разработчиком двигателей для одноместного однолопастного вертолёта и самолёта с возможностью вертикального взлёта (Delta Wing Convertiplane), которые были взяты на вооружение американской армией.
В 1950 году перешёл на работу инженером проекта в American Helicopter Company и участвовал в разработке вертолёта XA-5 «Top Sergeant», позднее в должности главного дизайнера разработал новую модель одноместного вертолёта XH-26 «Jet Jeep» для Военно-воздушных сил США. Работая в Rotorcraft Corporation, сконструировал одноместный боевой вертолёт для Военно-морских сил США и серию суперлёгких вертолётов MEG-1X, MEG-2X и MEG-3X, первым в мире предложил использовать сжиженный пропан как авиационное топливо.
В 1960-х годах занялся разработкой двигателей для космических ракет, участвовал в разработке и запуске американской ракеты-носителя «Сатурн».
В 1972 году основал свою компанию EMG Engineering и вернулся к разработке реактивных двигателей для самолётов и вертолётов. Последней его разработкой в начале 1990-х годов стал одноместный вертолёт EMG-300, называемый «Летающим мотоциклом».